# Lasioglossum transitorium
Lasioglossum transitorium is een vliesvleugelig insect uit de familie Halictidae. De wetenschappelijke naam van de soort is voor het eerst geldig gepubliceerd in 1868 door Schenck.